# Ковардинська сільська рада
Коварди́нська сільська рада (рос. Ковардиснкий сельский совет) — муніципальне утворення у складі Гафурійського району Башкортостану, Росія. Адміністративний центр — село Коварди.

## Населення
Населення — 1417 осіб (2019, 1862 в 2010, 2057 в 2002).

## Склад
До складу поселення входять такі населені пункти:
| Населений пункт    | Населення, осіб (2002) | Населення, осіб (2010) |
| ------------------ | ---------------------- | ---------------------- |
| Акташево, присілок | 147                    | 126                    |
| Коварди, село      | 908                    | 818                    |
| Сабаєво, присілок  | 197                    | 177                    |
| Юлуково, село      | 805                    | 741                    |